# Thomas Stangassinger
Thomas Stangassinger (Hallein, 15 dr septiembre de 1965) es un deportista austríaco que compitió en esquí alpino; campeón olímpico en Lillehammer 1994.
Participó en cuatro Juegos Olímpicos de Invierno, entre los años 1992 y 1988, obteniendo una medalla de oro en Lillehammer 1994, en la prueba de eslalon, y el sexto lugar en Nagano 1998, en la misma prueba.
Ganó dos medallas en el Campeonato Mundial de Esquí Alpino, en los años 1991 y 1993. En la Copa del Mundo consiguió diez victorias y 37 podios en total.
En 1994 recibió la Condecoración de Honor de Oro de la Orden al Mérito de la República de Austria. Ese mismo año fue nombrado «Deportista masculino del año» en su país.

## Palmarés internacional
| Juegos Olímpicos   | Juegos Olímpicos               | Juegos Olímpicos  | Juegos Olímpicos |
| Año                | Lugar                          | Medalla           | Prueba           |
| ------------------ | ------------------------------ | ----------------- | ---------------- |
| 1994               | Lillehammer (Noruega)          | Medalla de oro    | Eslalon          |
| Campeonato Mundial |                                |                   |                  |
| Año                | Lugar                          | Medalla           | Prueba           |
| 1991               | Saalbach-Hinterglemm (Austria) | Medalla de plata  | Eslalon          |
| 1993               | Morioka (Japón)                | Medalla de bronce | Eslalon          |